# Astragalus atropilosulus
Astragalus atropilosulus là một loài thực vật có hoa trong họ Đậu. Loài này được (Hochst.) Bunge miêu tả khoa học đầu tiên.